# Jakob Staadt
Johann Jakob Franz Joseph Staadt (geboren 25. September 1764 in Trier; gestorben 27. Juni 1818 in Saarburg) war ein preußischer Landrat des Kreis Saarburg.

## Leben
Jakob Staadt war der Sohn des Stadtschultheißen und Kurfürstlich Trierischen Hofrats Johann Jakob Staadt und dessen Ehefrau Maria Catharina Staadt, geborene Counet. Nach einem Studium der Rechtswissenschaften an der Universität in Göttingen, das er 1797 abschloss, war er zunächst als Amtmann wie sein Vater in kurtrierischen Diensten. Nach der Aufhebung des Kurfürstentums im Jahr 1803 betätigte er sich als Notar. Mit der Errichtung der Kreise in den neuen preußischen Provinzen wurde Staadt im April 1816 und zunächst kommissarisch die Verwaltung des Kreises Saarburg übertragen. Ohne den Vorbehalt einer weiteren Prüfung erfolgte dann im Mai 1817 seine definitive Ernennung zum Landrat. Er starb nach einem etwa einjährigen Krankenlager im Dienst.

## Familie
Der Katholik Jakob Staadt heiratete am 29. März 1798 in Saarburg Anna Johanna Chevalier (geboren 14. November 1772 in Saarburg), eine Tochter des Arztes Franz Joseph Chevalier und dessen Ehefrau Helene Martina Chevalier, geborene Schaadt.